# Commercio tacito
Per commercio tacito si intende il sistema commerciale costiero/marittimo sviluppato dai Fenici, utilizzato nel mar Mediterraneo per lo scambio di merci con popolazioni sconosciute. 
Consisteva nell'arrivare con la nave vicino alla costa, scendere e depositare le proprie merci sulla spiaggia, poi successivamente risalire sulla nave aspettando la risposta, da parte della popolazione visitata, di merci da proporre come scambio di egual valore o superiore. Se i Fenici tornavano successivamente sulla costa, accettavano lo scambio oppure riprendevano le loro merci e se ne andavano. I Fenici rimanevano sulla nave un giorno, aspettando una contro-risposta dalla popolazione visitata. Se non era sufficiente lo scambio, aspettavano un altro giorno dando la possibilità alla popolazione costiera di cambiare o aggiungere merci.